# Zadnia Rzeżuchowa Przełączka
Zadnia Rzeżuchowa Przełączka, Zadnia Gajnista Przełączka (słow. Zadné žeruchové sedlo, niem. Hinterer Kressensattel, Westliche Gemsenturmscharte, węg. Hátsó-Zerge-horhos, Nyugati-Zergetorony-csorba) – szeroka trawiasta przełęcz w słowackiej części Tatr Wysokich, położona na wysokości ok. 2068 m w środkowym fragmencie Koziej Grani – południowo-wschodniej grani Jagnięcego Szczytu. Oddziela najwyższą w grani Kozią Turnię na zachodzie od Zadniej Rzeżuchowej Turni na wschodzie.
Stoki północne opadają z przełęczy do Doliny Białych Stawów, południowe – do Doliny Jagnięcej. Na północny zachód łagodnie zbiega spod przełęczy do Wyżniej Rzeżuchowej Kotliny trawiasty zachód w poprzek stoków Koziej Turni. Bezpośrednio na północ spada do Niżniej Rzeżuchowej Kotliny trawiasty żleb. Między tymi formacjami wznosi się żebro. Także na południe zbiega z Zadniej Rzeżuchowej Przełączki trawiasty żleb.
Na Zadnią Rzeżuchową Przełączkę, podobnie jak na inne obiekty w Koziej Grani, nie prowadzą żadne znakowane szlaki turystyczne. Najdogodniejsze drogi dla taterników wiodą na siodło od północy z Niżniej Rzeżuchowej Kotliny oraz od południowego wschodu drogą Kordysa w poprzek południowej ściany Zadniej Rzeżuchowej Turni. Są one dobrym dostępem do wschodniej części Koziej Grani, są też używane jako zejście z Koziej Turni. Trudniejsze są drogi Puškáša przez prawą depresję południowej ściany Koziej Turni (I w skali UIAA z jednym miejscem III) oraz Harníčka przez południową ścianę Koziej Baszty (IV).
Pierwsze znane wejścia:
- letnie – Gyula Hefty, 2 sierpnia 1908 r., przy przejściu granią,
- zimowe – Stanisław Krystyn Zaremba, 28 grudnia 1931 r.[2]

Nazwy Rzeżuchowych Turni i Rzeżuchowych Przełączek pochodzą od Rzeżuchowych Stawków (Niżniego i Wyżniego), nad którymi obficie rośnie rzeżucha gorzka.